# Lelecella limenitoides
Lelecella limenitoides är en fjärilsart som beskrevs av Charles Oberthür 1890. Lelecella limenitoides ingår i släktet Lelecella och familjen praktfjärilar. Inga underarter finns listade i Catalogue of Life.